# Ronnie Tober
Ronald Edwin « Ronnie » Tober, né le 21 avril 1945 à Bussum, est un chanteur néerlandais.
Il est entre autres connu pour avoir représenté les Pays-Bas au Concours Eurovision de la chanson 1968 à Londres avec la chanson Morgen, avec laquelle il termine 16e.